# Sansalé (district)
Sansalé est l'un des districts de la sous-préfecture de Sansalé, situé dans la préfecture de Boké en république de Guinée,.

## Géographie

### Démographie
- En 2014, le district comptait 3 911 habitants selon les RGPH 2014[3],[4].